# Konvergencia Tanács
A Konvergencia Tanács rövidéletű független konzultációs testület volt 2006-ban, amely a Gyurcsány Ferenc vezette kormánynak az Európai Bizottsághoz benyújtott konvergenciaprogramját véleményezte, de ennél szélesebb feladat- és jogköre nem volt.
Létrehozását 2006. július 10-én jelentette be Gyurcsány Ferenc miniszterelnök az Országgyűlésben. . A testület októberben befejezte működését, miután a szeptember 1-jei határidőre a kormány benyújtotta a konvergenciaprogramot.

## Tagjai
A testület tagjainak Gyurcsány Bogsch Eriket, a Richter Gedeon Rt. vezérigazgatóját; Simor Andrást, a Deloitte Zrt. elnök-vezérigazgatóját és Surányi Györgyöt, az olasz Intesa Group közép-európai igazgatóját, a CIB Bank elnökét kérte fel, és mindhárman elfogadták a felkérést. A  Tanács munkájában a Magyar Nemzeti Bank részéről meghívottként részt vett Hamecz István ügyvezető igazgató is, a kormány részéről (Gyurcsányon kívül) Veres János pénzügyminiszter, Draskovics Tibor, az Államreform Bizottság reformtitkárságának vezetője, kormánybiztos és Bajnai Gordon fejlesztéspolitikáért felelős kormánybiztos is.

## Felállításának háttere
A Tanács felállítására olyan helyzetben került sor, amikor az előző évek rendszeres kormányzati túlköltekezése után Magyarország az Európai Unió legmagasabb államháztartási hiányát produkálta, a magyar költségvetési politika hitelessége mélyponton volt, a hazai pénzügyi piacokon pedig válság fenyegetett.
A válság elhárítására a frissen (áprilisban) újraválasztott MSZP-SZDSZ koalíciónak csak költségvetési visszafogással, illetve a magyar gazdaságpolitikai hitelességét helyreállító lépésekkel volt módja. Az Európai Unió az év elején visszautasította a következő évek gazdaságpolitikáját felvázoló, évente beadott magyar konvergenciaprogramot és szeptemberi határidővel átdolgozott program benyújtására kötelezte Magyarországot. A Konvergencia Tanács létrehozására az új, rövid idő alatt összeállítandó program hitelességének aládúcolásához volt szüksége.

## Tevékenysége
A Tanács mindössze néhány ülést tartott, először július 21-én, utoljára október 29-én . Az ülések után tartott sajtótájékoztatókon a tagok arról számoltak be, hogy a testület egyetértett az új konvergenciaprogram meghatározta irányokkal, de a rövidtávú lépéseknek reformintézledésekkel kell párosulniuk és azokat következetesen végig kell vinni a következő években.

## Bírálat Simornak
A Tanács tagjai közül Simor András 2007-ben a Magyar Nemzeti Bank (MNB) elnöke lett. Elődje, Járai Zsigmond 2008. március 28-án egy rádióinterjúban bírálta Simort, amiért elnökként - Járai szerint helyesen - az állami kiadások lefaragását tartja követendő programnak, a Tanács tagjaként azonban még támogatta az adóemeléseket, amelyek hozzájárultak a gazdaság lelassulásához.

## Külső hivatkozások
- A Konvergencia Tanács véleménye Magyarország Aktualizált Konvergencia Programjáról[halott link]